# Freddie Mercury-emlékkoncert
A Freddie Mercury-emlékkoncert (Freddie Mercury Tribute Concert) egy Freddie Mercury tiszteletére létrejött stadionkoncert volt, amelyet 1992. április 20-án tartottak meg a londoni Wembley Stadionban. A koncertet a nem sokkal korábban elhunyt énekes tiszteletére és az AIDS betegségre való figyelemfelkeltés céljából rendezték. A bevételt a Mercury Phoenix Trust nevű AIDS-ellenes alapítvány létrehozására fordították.
Freddie Mercury 1991. november 24-ei halálát követően néhány hónappal a Queen megmaradt tagjai (John Deacon, Brian May és Roger Taylor) megbízták az együttes menedzserét, Jim Beachet hogy szervezzen egy szabadtéri emlékkoncertet. 1992 februárjában a Brit Awards átadóünnepségén jelentette be Brian és Roger a koncert terveit. Amikor elkezdték a jegyek árusítását, az összes jegy (72 000 db) csaknem 2 óra alatt elfogyott, annak ellenére, hogy senki sem tudta, a Queen tagjain kívül lesz-e más is ott.

## Koncert
A koncert a Metallica, Extreme, Def Leppard valamint Guns N’ Roses együttesek saját dalaival kezdődött, a zeneszámok között archív Queen videóklipeket és Freddie Mercuryval rögzített régebbi interjúkat vetítettek…
A koncert második felében a három élő Queen tag lépett színpadra: Roger Taylor (dob), John Deacon (basszusgitár), Brian May (gitár), vendégénekesekkel és -gitárosokkal kiegészülve; köztük Elton John, Roger Daltrey (The Who), Tony Iommi (Black Sabbath), Mick Ronson, James Hetfield (Metallica), George Michael, Seal, Paul Young, Annie Lennox, Lisa Stansfield, David Bowie, Robert Plant (azelőtt Led Zeppelin), Joe Elliott (Def Leppard), Axl Rose (Guns N’ Roses) szerepeltek.

## Előadások

### Queen nélkül
- Metallica – Enter Sandman, Sad But True, Nothing Else Matters
- Extreme – Queen Medley, Love of My Life (Gary Cherone & Nuno Bettencourt), More Than Words (Gary Cherone & Nuno Bettencourt)
- Def Leppard – Animal, Let’s Get Rocked, Now I’m Here
- Bob Geldof – Too Late God
- Spinal Tap – The Majesty of Rock
- U2 – Until The End Of The World – Műholdas kapcsolással Sacramento-ból, Kaliforniából
- Guns N’ Roses – Paradise City, Only Women Bleed (intro), Knockin’ on Heaven’s Door
- Mango Groove – Special Star – Műholdas kapcsolással Johannesburg-ból, Dél-Afrikából
- Elizabeth Taylor – Beszéd az AIDS-megelőzésről

### Queennel
- Queen + Joe Elliott/Slash – Tie Your Mother Down
- Queen + Roger Daltrey/Tony Iommi – Heaven and Hell (intro), Pinball Wizard (intro), I Want It All
- Queen + Zucchero – Las Palabras de Amor
- Queen + Gary Cherone (Tony Iommival) – Hammer to Fall
- Queen + James Hetfield (Tony Iommival) – Stone Cold Crazy
- Queen + Robert Plant – Innuendo, Thank You, Crazy Little Thing Called Love
- Brian May + Spike Edney – Too Much Love Will Kill You
- Queen + Paul Young – Radio Ga Ga
- Queen + Seal – Who Wants to Live Forever
- Queen + Lisa Stansfield – I Want to Break Free
- Queen + David Bowie/Annie Lennox – Under Pressure
- Queen + Ian Hunter/David Bowie/Mick Ronson/Joe Elliot/Phil Collen – All the Young Dudes
- Queen + David Bowie/Mick Ronson – Heroes/The Lord’s Prayer
- Queen + George Michael – ’39
- Queen + George Michael/Lisa Stansfield – These Are the Days of Our Lives
- Queen + George Michael – Somebody to Love
- Queen + Elton John/Axl Rose – Bohemian Rhapsody
- Queen + Elton John (Tony Iommival) – The Show Must Go On
- Queen + Axl Rose – We Will Rock You
- Queen + Liza Minnelli/Cast – We Are the Champions

### Háttérzenészek
A Queent a következő zenészek támogatták:
- Spike Edney – billentyűsök, háttérvokál
- Mike Moran – zongora a „Who Wants to Live Forever” és „Somebody to Love”-nál
- Josh Macrae – ütőhangszerek a „These Are the Days of Our Lives” és a „We Are the Champions”-nél
- Chris Thompson – háttérvokál, akusztikus gitár az „I Want It All”, „Crazy Little Thing Called Love” és a „Heroes”,-nál
- Maggie Ryder – háttérvokál
- Miriam Stockley – háttérvokál
- The London Community Gospel Choir – háttérvokál a „Somebody to Love” és a „We Are the Champions”-nál

## VHS

### Első videó
A dalokat a zárójelben jelölt vendégművészekkel adták elő.
1. Bejátszás
  - Bohemian Rhapsody – 2:01
2. Szöveges bevezető – 1:12
3. Metallica: Enter Sandman/Sad But True/Nothing Else Matters
4. Bejátszás
  - You Take My Breath Away (élő)– 1:01
  - The Great Pretender – 1:51
  - My Melancholy Blues – 1:14
  - Somebody to Love (élő) – 1:26
  - One Vision – 0:58
5. Extreme: Queen Medley – 12:31
6. Bejátszás
  - I Want It All – 1:29
  - Play the Game (live) – 0:53
  - The Show Must Go On – 2:31
  - These Are the Days of Our Lives – 2:03
7. Now I’m Here (Def Leppard) – 4:56
8. Bejátszás
  - I’m Going Slightly Mad – 2:08
9. Too Late God (Bob Geldof & The Happy Club) – 2:26
10. Knockin’ on Heaven’s Door/Paradise City (Guns N’ Roses)
11. Elizabeth Taylor beszéde – 4:10

### Második videó
1. Bejátszás
  - We Will Rock You – 0.09
  - Freddie singalong – 1.21
2. Tie Your Mother Down (Joe Elliot/Slash)– 4:09
3. Heaven and Hell/Pinball Wizard (Roger Daltrey/Tony Iommy) – 0:59
4. I Want It All (Roger Daltrey) – 5:09
5. Las Palabras de Amor (Zucchero) – 4:30
6. Hammer to Fall (Tony Iommy/Cary Cherone) – 4:33
7. Stone Cold Crazy (James Hetfield/Tony Iommy) – 2:41
8. Crazy Little Thing Called Love (Robert Plant) – 3:54
9. Too Much Love Will Kill You (Brian May) – 4:06
10. Radio Ga Ga (Paul Young) – 5:50
11. Who Wants to Live Forever (Seal) – 4:00
12. I Want to Break Free (Lisa Stansfield) – 3:48
13. Under Pressure (David Bowie/Annie Lennox) – 3:49
14. All the Young Dudes (Ian Hunter/Mick Ronson/David Bowie) – 3:39
15. Heroes (David Bowie/Mick Ronson) – 4:06
16. ’39 (George Michael) – 1:43
17. These Are the Days of Our Lives (George Michael/Lisa Stansfield) – 4:39
18. Somebody to Love (George Michael) – 4:57
19. Bohemian Rhapsody (Elton John/Axl Rose) – 5:22
20. The Show Must Go On (Elton John/Tony Iommy) – 4:15
21. We Will Rock You (Axl Rose) – 2:29
22. We Are the Champions (Liza Minnelli) – 4:56
23. God Save the Queen – 1:08

## DVD
A dalokat a zárójelben jelölt vendégművészekkel adták elő.
1. Tie Your Mother Down (Joe Elliott/Slash) – 4:09
2. I Want It All (Roger Daltrey/Tony Iommy) – 5:09
3. Las Palabras de Amor (Zucchero) – 4:30
4. Hammer to Fall (Gary Cherone/Tony Iommy) – 4:33
5. Stone Cold Crazy ( James Hetfield/Tony Iommi) – 2:41
6. Innuendo/Kashmir/Thank You (Robert Plant) – 1:40
7. Crazy Little Thing Called Love (Robert Plant) – 3:54
8. Too Much Love Will Kill You (csak Brian May és Spike Edney) – 4:06
9. Radio Ga Ga (Paul Young (énekes, 1956)|Paul Young) – 5:50
10. Who Wants to Live Forever (Seal) – 4:00
11. I Want to Break Free (Lisa Stansfield) – 3:48
12. Under Pressure (David Bowie/Annie Lenox) – 3:49
13. All The Young Dudes (Ian Hunter/Mick Ronson/David Bowie) – 3:39
14. Heroes (David Bowie + Mick Ronson) – 4:06
15. '39 (George Michael) – 1:43
16. These Are the Days of Our Lives (George Michael/Lisa Stansfield) – 4:39
17. Somebody to Love (George Michael) – 4:57
18. Bohemian Rhapsody (Elton John/Axl Rose) – 5:22
19. The Show Must Go On (Elton John) – 4:15
20. We Will Rock You (Axl Rose) – 2:29
21. We Are the Champions (Liza Minnelli) – 4:56
22. God Save the Queen – 1.08

## Eladási minősítések
| Ország            | Eladási minősítés | Eladás  |
| ----------------- | ----------------- | ------- |
| Ausztrália (ARIA) | platina           | 15 000+ |